# Meristogenys kinabaluensis
Espèce
Synonymes
- Amolops kinabaluensis Inger, 1966

Statut de conservation UICN

 LC  : Préoccupation mineure
Meristogenys kinabaluensis est une espèce d'amphibiens de la famille des Ranidae.

## Répartition
Cette espèce est endémique du Nord de Bornéo. Elle se rencontre entre 750 et 1 700 m d'altitude, :
- en Indonésie dans le nord-est du Kalimantan oriental ;
- en Malaisie orientale dans le nord-est de l'État du Sarawak et dans l'État du Sabah.

## Description
Meristogenys kinabaluensis mesure de 58 à 93 mm. Son dos et sa tête sont vert sombre avec des taches jaune vif. Ses membres postérieurs sont brunâtres. Sa face ventrale est blanc argenté et la face interne de ses membres brunâtre. Les mâles sont dotés d'une paire de sacs vocaux. Les ovules mesurent entre 2,0 et 2,5 mm.

## Étymologie
Son nom d'espèce, composé de kinabalu et du suffixe latin -ensis, « qui vit dans, qui habite », lui a été donné en référence au lieu de sa découverte, le mont Kinabalu en Malaisie orientale.

## Publication originale
- Inger, 1966 : The systematics and zoogeography of the amphibia of Borneo. Fieldiana, Zoology, vol. 52, p. 1-402 (texte intégral).